# Viharsarok (film, 2014)
A Viharsarok Császi Ádám 2014-ben bemutatott filmje. Kiskunmajsa mellett forgatták.

## Szereplők
- Sütő András (Szabolcs)
- Sebastian Urzendowsky (Bernard)
- Varga Ádám (Áron)
- Horváth Lajos Ottó (Szabolcs apja)
- Börcsök Enikő (Áron anyja)
- Téby Zita (Brigi)
- Uwe Lauer (edző)
- Réfy Miklós (orvos)
- Fábián Szabolcs (Tomi)
- Harsai Gábor (pap)
- Horváth Kristóf (Frici)
- Nyári Zsolt (Miki)
- Michel Victor (Jürgen)